# Ron Taylor
Ronald "Tiny Ron" Taylor (Torrance, California, 21 de noviembre de 1947-Santa Clarita, California, 28 de noviembre de 2019) fue un jugador de baloncesto y actor estadounidense. Con 2.13 metros de estatura, jugaba en la posición de pívot. Fue el primer extranjero contratado por el Club Baloncesto Estudiantes en el año 1973. Después de retirarse del baloncesto sería conocido como Tiny Ron y haría carrera como actor de cine, con diversos papeles en películas como The Dark Knight o Ace Ventura.

## Trayectoria como deportista
- Universidad del sur de California (1965-1969)
- New York Nets (1969-1970)
- Washington Caps (1970)
- Washington Caps (1970-1971)
- Pittsburgh Condors (1971-1972)
- Austria Viena (1972-1973)
- Club Baloncesto Estudiantes (1973-1974)